# Grande Prêmio do Canadá de 1988
Resultados do Grande Prêmio do Canadá de Fórmula 1 realizado em Montreal em 12 de junho de 1988. Quinta etapa do campeonato, foi vencido pelo brasileiro Ayrton Senna, que subiu ao pódio junto a Alain Prost numa dobradinha da McLaren-Honda, com Thierry Boutsen em terceiro pela Benetton-Ford.

## Resumo

### Canadá retorna ao calendário
Realizado por seis vezes (1961 a 1966) antes de integrar-se ao calendário da Fórmula 1 em 1967, o Grande Prêmio do Canadá viu a Brabham sagrar-se bicampeã de construtores naquele ano, foi agraciado com a primeira vitória na carreira de Gilles Villeneuve em 1978 e viu Alan Jones tornar-se campeão mundial numa decisão contra Nelson Piquet em 1980. Tantas credenciais não impediram o cancelamento da etapa canadense em 1975 por divergências quanto ao valor exigido pela FOCA para realizar a prova, assim como a edição de 1987 não foi realizada por causa de uma disputa por patrocínio entre as cervejarias Labatt e Molson. Neste último caso os esforços de Roger Doré, representante do Grande Prêmio do Canadá, malograram diante da negativa irredutível de Bernie Ecclestone em firmar um acordo. Soube-se então que a "guerra do patrocínio" começou quando o Automóvel Clube do Canadá assinou com a Labatt enquanto a FOCA preferia a Molson, marca mais conhecida na província de Quebec, e no fim o todo-poderoso Bernie Ecclestone fez valer sua vontade. Mesmo com data reservada no calendário, o retorno do Canadá foi confirmado apenas em 27 de janeiro de 1988 no lugar do Grande Prêmio da Áustria sob a alegação de insegurança no circuito de Österreichring, embora membros da FISA digam, reservadamente, que Jean-Marie Balestre inseriu outra pista de baixa velocidade no certame a fim de contrabalancear o poderio dos motores turbo.

### Surge o "muro dos campeões"
O retorno do Canadá foi precedido por uma elogiada reforma nos boxes, mas o mesmo cuidado não foi observado na hora de cuidar da pista. Neste último caso a opinião de Nelson Piquet foi certeiraː "O problema principal foi que construíram um muro ao lado de uma das curvas mais velozes, na entrada da reta, onde você passa a uns 280 quilômetros por hora. Ficou muito mais perigoso", disse ele, vencedor em Montreal em 1982 e 1984. "Além disso, a largada também ficou mais perigosa, pois o trecho para os carros se dispersarem antes da primeira curva ficou menor, e a nova entrada dos boxes também tem grandes chances de provocar um acidente", finalizou o tricampeão. Corroborando as palavras de seu colega de profissão, Alain Prost disse que transitar pelo trecho exigirá atenção redobrada, pois será difícil saber se os carros reduzirão a marcha para entrar nos boxes ou para fazer a curva.
Efeito colateral das reformas no circuito, a poeira tornou a pista de Montreal escorregadia no treino de sexta-feira, interrompido por uma batida entre a Osella de Nicola Larini e a EuroBrun de Oscar Larrauri, forçando uma bandeira vermelha seis minutos antes de finda a sessão. Reiniciado o treino, Ayrton Senna superou o melhor tempo de Alain Prost em sua última volta, apesar do tráfego intenso. Mesmo garantindo a primeira fila, a McLaren foi surpreendida com a Ferrari a curta distância graças a uma série de três voltas rápidas de Gerhard Berger onde o austríaco ficou em terceiro lugar, deixou Michele Alboreto em quarto e ficou a dois décimos da equipe de Ron Dennis. Mesmo gripado, Nelson Piquet colocou a Lotus em quinto adiante de Eddie Cheever, da Arrows, com Nigel Mansell e Riccardo Patrese na quarta fila, firmando a Williams como a melhor equipe com propulsores aspirados. No outro extremo da tabela, Adrián Campos deixou a Fórmula 1 sem conseguir classificar sua Minardi para a corrida.
Quando o treino terminou, as conversas giravam em torno do consumo de combustível e o quanto isso influenciará o resultado da prova. Nelson Piquet chegou a apostar na vitória de um bólido com motor aspirado. No dia seguinte, contudo, Ayrton Senna e Alain Prost alternavam-se como o mais rápido da pista, com o brasileiro assegurando sua quinta pole position no campeonato com um décimo de vantagem sobre o seu "rival de equipe", tendo Gerhard Berger e Michele Alboreto na fila seguinte. Valendo-se do melhor equilíbrio de seu carro, Alessandro Nannini pôs sua Benetton em quinto superando a Lotus de Nelson Piquet. Mesmo largando em segundo, Prost não tinha motivos para lastimar, afinal sua McLaren partiria do lado mais limpo e emborrachado da pista, mas o sábado também foi de sustos, pois os vaticínios de Piquet e Prost tornaram-se reais quando Derek Warwick derrapou na entrada da reta ao subir numa zebra e sua Arrows bateu contra o muro deixando o carro retorcido e o britânico com dores pelo corpo, mas nada além disso. Naquele momento não se sabia, mas este foi o primeiro acidente no local que seria conhecido no futuro como "muro dos campeões".

### Confronto direto pela vitória
Aproveitando que as características da pista favoreciam a sua posição, Alain Prost aproveitou uma curva à esquerda depois da largada e tomou a liderança deixando Ayrton Senna atrás de si com as Ferrari de Gerhard Berger e Michele Alboreto e as Benetton de Thierry Boutsen e Alessandro Nanini a segui-los, numa visão simétrica para o espectador. No entanto, a vantagem de Prost não era grande a ponto de garantir ao francês uma vitória tranquila; na nova volta, por exemplo, era inferior a um segundo em relação a Senna. Por outro lado, o domingo da Benetton parecia auspicioso, pois entre as voltas onze e quatorze Boutsen e Nanini estavam em terceiro e quarto deixando para trás os bólidos da Ferrari. Na volta quinze, Nanini parou por falhas na ignição enquanto Senna reduzia a vantagem de Prost de maneira gradual e negociou melhor as ultrapassagens sobre os retardatários até alcançá-lo na curva que antecede a reta dos boxes e fazer a ultrapassagem na freada do hairpin, trecho mais lento da pista, na volta dezenove. "Toda vez que aparecia um retardatário, eu tentava me aproximar o máximo dele para me aproveitar de qualquer problema. Naquele momento senti que dava para passar e felizmente tudo saiu bem", afirmou Senna.
Mesmo em primeiro lugar, a vantagem de Senna em relação a Prost variava entre três e quatro segundos, patamar mínimo devido à necessidade de reduzir o consumo de combustível a fim de terminar a prova. Essa variável, aliás, foi citada por Prost ao falar sobre a manobra de ultrapassagem feita por seu companheiro de equipeː "Ele veio com mais pressão e eu não quis fechar a porta, primeiro porque não é o meu estilo e depois porque tinha certeza de que a decisão só aconteceria perto do fim, quando o problema do consumo apertasse". Entretanto, os cálculos do francês não resistiram ao imponderável, pois na vigésima nona passagem ele e Senna tiveram que ultrapassar três retardatários, a Ligier de René Arnoux e as Arrows de Derek Warwick e Eddie Cheever, situação da qual Senna desvencilhou-se mais rapidamente mantendo Alain Prost sob controle com Thierry Boutsen firmado em terceiro, enquanto Gerhard Berger abandonou a disputa por pane elétrica quando era o quarto colocado, algo que deixou Michele Alboreto, Nigel Mansell e Nelson Piquet na zona de pontuação adiante de Philippe Streiff, da AGS. Mansell (volta 28) e Alboreto (volta 33) ficaram pelo caminho por quebra de motor e assim as posições remanescentes na zona dos seis foram ocupadas por Nelson Piquet, Philippe Streiff e pela Rial de Andrea de Cesaris.
Num último esforço, Prost marcou a volta mais rápida da corrida obrigando Senna a cravar o novo recorde do circuito na volta cinquenta e três. A partir de então o brasileiro foi obrigado a defender sua posição elevando sua vantagem de cinco para onze segundos entre as voltas cinquenta e oito e sessenta e quatro, reduzindo o ritmo nos cinco giros finais vencendo a corrida com seis segundos sobre Alain Prost. Tão logo cruzaram a linha de chegada, os pilotos da McLaren estacionaram seus carros e somente 51 segundos depois Thierry Boutsen confirmou o terceiro lugar com sua Benetton, o único carro a cruzar na mesma volta que o dueto de Woking. Completaram a zona de pontuação a Lotus de Nelson Piquet, a March de Ivan Capelli e a Tyrrell de Jonathan Palmer, este beneficiado pela falta de combustível na Rial de Andrea de Cesaris na penúltima volta.
Vencedor do primeiro duelo direto pelo título mundial, Ayrton Senna dirigiu-se ao pódio enquanto conversava com Alain Prost e durante a premiação uma série de números vieram à tonaː 60 vitórias da McLaren e 70 pódios da Honda, além de 60 pódios na carreira de Alain Prost, efusivamente banhado em champanhe por Ayrton Senna, o vencedor do dia. Também merece destaque o terceiro lugar de Thierry Boutsen cuja Benetton tornou-se o primeiro carro com motor aspirado a subir ao pódio desde o terceiro lugar da McLaren de John Watson no Grande Prêmio dos Países Baixos de 1983. De volta ao presente temos Alain Prost liderando o mundial de pilotos com 39 pontos, enquanto Ayrton Senna soma 24 pontos, números que tornam a McLaren a primeira entre os construtores com 63 pontos.

## Classificação da prova

### Pré-classificação
| Pos. | Nº | Piloto            | Construtor    | Tempo    | Dif.    |
| ---- | -- | ----------------- | ------------- | -------- | ------- |
| 1    | 33 | Stefano Modena    | EuroBrun-Ford | 1:27.274 | —       |
| 2    | 22 | Andrea de Cesaris | Rial-Ford     | 1:27.426 | + 0.152 |
| 3    | 32 | Oscar Larrauri    | EuroBrun-Ford | 1:27.912 | + 0.638 |
| 4    | 31 | Gabriele Tarquini | Coloni-Ford   | 1:28.709 | + 1.435 |
| DNPQ | 36 | Alex Caffi        | Dallara-Ford  | 1:29.103 | + 1.829 |

### Treinos oficiais
| Pos.   | Nº | Piloto             | Equipe          | Q1       | Q2       | Diferença |
| ------ | -- | ------------------ | --------------- | -------- | -------- | --------- |
| 1      | 12 | Ayrton Senna       | McLaren-Honda   | 1:22.392 | 1:21.681 | —         |
| 2      | 11 | Alain Prost        | McLaren-Honda   | 1:22.499 | 1:21.863 | + 0.182   |
| 3      | 28 | Gerhard Berger     | Ferrari         | 1:22.719 | 1:22.785 | + 1.038   |
| 4      | 27 | Michele Alboreto   | Ferrari         | 1:23.976 | 1:23.296 | + 1.615   |
| 5      | 19 | Alessandro Nannini | Benetton-Ford   | 1:25.561 | 1:23.968 | + 2.287   |
| 6      | 1  | Nelson Piquet      | Lotus-Honda     | 1:24.166 | 1:23.995 | + 2.314   |
| 7      | 20 | Thierry Boutsen    | Benetton-Ford   | 1:25.173 | 1:24.115 | + 2.434   |
| 8      | 18 | Eddie Cheever      | Arrows-Megatron | 1:24.679 | 1:25.068 | + 2.998   |
| 9      | 5  | Nigel Mansell      | Williams-Judd   | 1:24.844 | 1:25.251 | + 3.163   |
| 10     | 14 | Philippe Streiff   | AGS-Ford        | 1:25.878 | 1:24.968 | + 3.287   |
| 11     | 6  | Riccardo Patrese   | Williams-Judd   | 1:24.971 | 1:25.471 | + 3.290   |
| 12     | 22 | Andrea de Cesaris  | Rial-Ford       | 1:26.039 | 1:24.988 | + 3.307   |
| 13     | 2  | Satoru Nakajima    | Lotus-Honda     | 1:25.373 | 1:26.650 | + 3.692   |
| 14     | 16 | Ivan Capelli       | March-Judd      | 1:25.609 | 1:26.815 | + 3.928   |
| 15     | 33 | Stefano Modena     | EuroBrun-Ford   | 1:26.652 | 1:25.713 | + 4.032   |
| 16     | 17 | Derek Warwick      | Arrows-Megatron | 1:26.052 | 1:25.740 | + 4.059   |
| 17     | 30 | Philippe Alliot    | Lola-Ford       | 1:27.543 | 1:25.765 | + 4.084   |
| 18     | 15 | Maurício Gugelmin  | March-Judd      | 1:25.910 | 1:25.982 | + 4.229   |
| 19     | 3  | Jonathan Palmer    | Tyrrell-Ford    | 1:27.230 | 1:26.092 | + 4.411   |
| 20     | 25 | René Arnoux        | Ligier-Judd     | 1:26.716 | 1:26.327 | + 4.646   |
| 21     | 24 | Luis Pérez-Sala    | Minardi-Ford    | 1:26.822 | 1:26.437 | + 4.756   |
| 22     | 9  | Piercarlo Ghinzani | Zakspeed        | 1:28.400 | 1:26.786 | + 5.105   |
| 23     | 4  | Julian Bailey      | Tyrrell-Ford    | 1:28.737 | 1:27.139 | + 5.458   |
| 24     | 32 | Oscar Larrauri     | EuroBrun-Ford   | 1:27.676 | 1:27.321 | + 5.640   |
| 25     | 26 | Stefan Johansson   | Ligier-Judd     | 1:28.614 | 1:27.637 | + 5.956   |
| 26     | 31 | Gabriele Tarquini  | Coloni-Ford     | s/ tempo | 1:27.655 | + 5.974   |
| DNQ    | 23 | Adrián Campos      | Minardi-Ford    | 1:27.885 | 1:27.979 | + 6.204   |
| DNQ    | 21 | Nicola Larini      | Osella          | 1:39.782 | 1:27.981 | + 6.300   |
| DNQ    | 29 | Yannick Dalmas     | Lola-Ford       | s/ tempo | 1:28.012 | + 6.331   |
| DNQ    | 10 | Bernd Schneider    | Zakspeed        | 1:29.110 | 1:28.215 | + 6.534   |
| Fonte: |    |                    |                 |          |          |           |

### Corrida
| Pos.   | Nº | Piloto             | Construtor      | Voltas | Tempo/Diferença | Grid | Pontos |
| ------ | -- | ------------------ | --------------- | ------ | --------------- | ---- | ------ |
| 1      | 12 | Ayrton Senna       | McLaren-Honda   | 69     | 1:39:46.618     | 1    | 9      |
| 2      | 11 | Alain Prost        | McLaren-Honda   | 69     | + 5.934         | 2    | 6      |
| 3      | 20 | Thierry Boutsen    | Benetton-Ford   | 69     | + 51.409        | 7    | 4      |
| 4      | 1  | Nelson Piquet      | Lotus-Honda     | 68     | + 1 volta       | 6    | 3      |
| 5      | 16 | Ivan Capelli       | March-Judd      | 68     | + 1 volta       | 14   | 2      |
| 6      | 3  | Jonathan Palmer    | Tyrrell-Ford    | 67     | + 2 voltas      | 19   | 1      |
| 7      | 17 | Derek Warwick      | Arrows-Megatron | 67     | + 2 voltas      | 16   |        |
| 8      | 31 | Gabriele Tarquini  | Coloni-Ford     | 67     | + 2 voltas      | 26   |        |
| 9      | 22 | Andrea de Cesaris  | Rial-Ford       | 66     | Pane seca       | 12   |        |
| 10     | 30 | Philippe Alliot    | Lola-Ford       | 66     | Pane elétrica   | 17   |        |
| 11     | 2  | Satoru Nakajima    | Lotus-Honda     | 66     | + 3 voltas      | 13   |        |
| 12     | 33 | Stefano Modena     | EuroBrun-Ford   | 66     | + 3 voltas      | 15   |        |
| 13     | 24 | Luis Pérez-Sala    | Minardi-Ford    | 64     | + 5 voltas      | 21   |        |
| 14     | 9  | Piercarlo Ghinzani | Zakspeed        | 63     | Motor           | 22   |        |
| Ret    | 15 | Maurício Gugelmin  | March-Judd      | 54     | Câmbio          | 18   |        |
| Ret    | 14 | Philippe Streiff   | AGS-Ford        | 41     | Suspensão       | 10   |        |
| Ret    | 25 | Rene Arnoux        | Ligier-Judd     | 36     | Transmissão     | 20   |        |
| Ret    | 27 | Michele Alboreto   | Ferrari         | 33     | Motor           | 4    |        |
| Ret    | 6  | Riccardo Patrese   | Williams-Judd   | 32     | Motor           | 11   |        |
| Ret    | 18 | Eddie Cheever      | Arrows-Megatron | 31     | Regulador       | 8    |        |
| Ret    | 5  | Nigel Mansell      | Williams-Judd   | 28     | Motor           | 9    |        |
| Ret    | 26 | Stefan Johansson   | Ligier-Judd     | 24     | Motor           | 25   |        |
| Ret    | 28 | Gerhard Berger     | Ferrari         | 22     | Pane elétrica   | 3    |        |
| Ret    | 19 | Alessandro Nannini | Benetton-Ford   | 15     | Ignição         | 5    |        |
| Ret    | 32 | Oscar Larrauri     | EuroBrun-Ford   | 8      | Chassis         | 24   |        |
| Ret    | 4  | Julian Bailey      | Tyrrell-Ford    | 0      | Colisão         | 23   |        |
| DNQ    | 23 | Adrián Campos      | Minardi-Ford    |        |                 |      |        |
| DNQ    | 21 | Nicola Larini      | Osella          |        |                 |      |        |
| DNQ    | 29 | Yannick Dalmas     | Lola-Ford       |        |                 |      |        |
| DNQ    | 10 | Bernd Schneider    | Zakspeed        |        |                 |      |        |
| DNPQ   | 36 | Alex Caffi         | Dallara-Ford    |        |                 |      |        |
| Fonte: |    |                    |                 |        |                 |      |        |

## Tabela do campeonato após a corrida
| Pos.   | Piloto           | Pontos |
| ------ | ---------------- | ------ |
| 1      | Alain Prost      | 39     |
| 2      | Ayrton Senna     | 24     |
| 3      | Gerhard Berger   | 18     |
| 4      | Nelson Piquet    | 11     |
| 5      | Michele Alboreto | 9      |
| Fonte: |                  |        |

| Pos.   | Construtor      | Pontos |
| ------ | --------------- | ------ |
| 1      | McLaren-Honda   | 63     |
| 2      | Ferrari         | 27     |
| 3      | Lotus-Honda     | 12     |
| 4      | Arrows-Megatron | 9      |
| 5      | Benetton-Ford   | 8      |
| Fonte: |                 |        |

- Nota: Somente as primeiras cinco posições estão listadas. Entre 1981 e 1990 cada piloto podia computar onze resultados válidos por temporada não havendo descartes no mundial de construtores.